# Chionaema hamata
Chionaema hamata là một loài bướm đêm thuộc phân họ Arctiinae, họ Erebidae.